# Henrik Lundström (handbollsspelare)

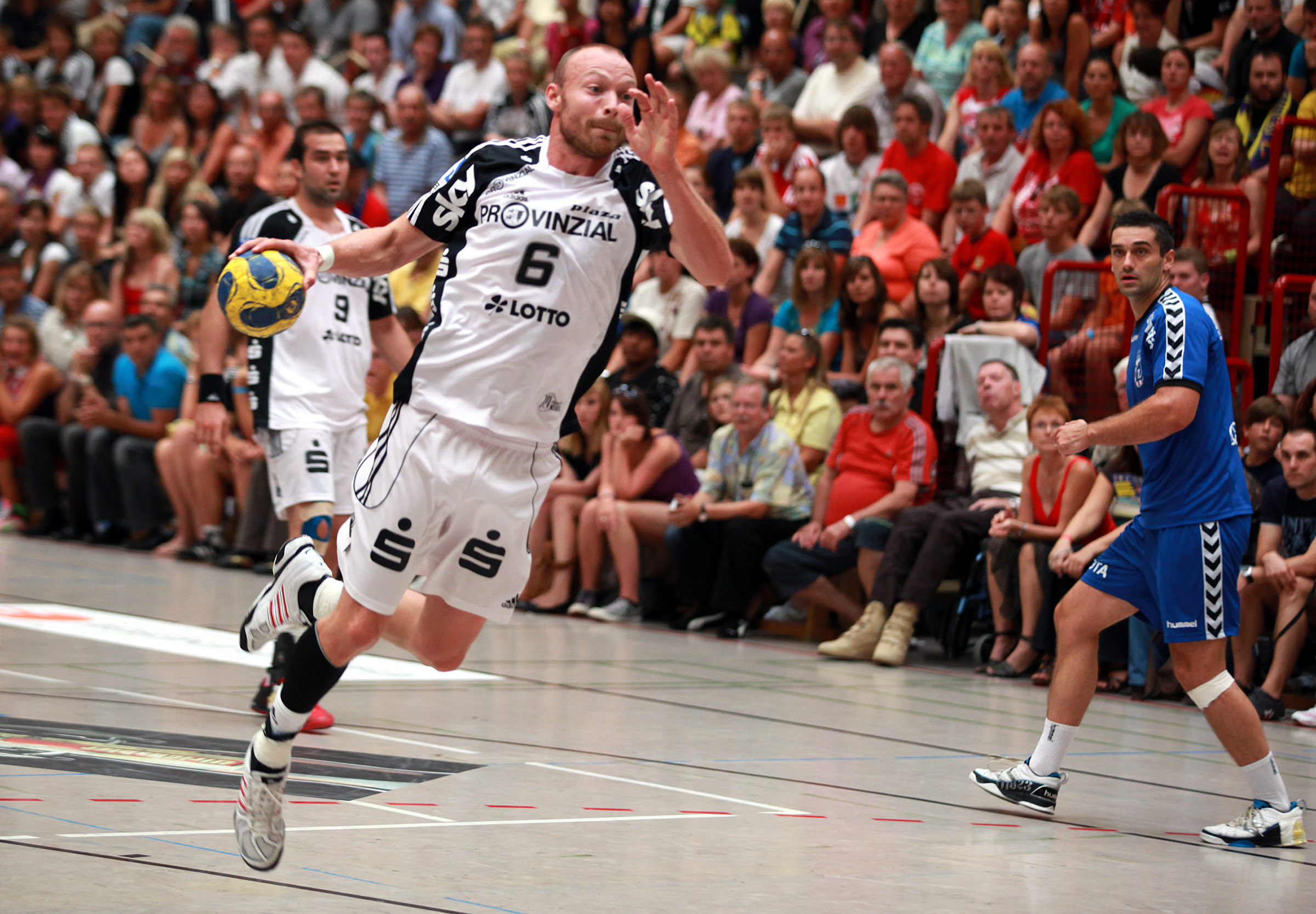
Henrik Lundström med THW Kiel, 2009.

Henrik Wilhelm Lundström, född 13 november 1979 i Stensjöns församling i Mölndal, är en svensk före detta handbollsspelare. Han är högerhänt och spelade som vänstersexa i anfall.

## Klubbkarriär
1998 till 2004 spelade Henrik Lundström för Redbergslids IK i svenska elitserien. Under de åren blev han svensk mästare tre gånger. 2004 blev han proffs i tyska THW Kiel och fortsatte att ta hem meriter med den klubben. Statistiken på denna sida är hämtad från THW Kiels arkivsida. Säsongen 2006/2007 slutade Lundström på sjätte plats i EHF Champions Leagues skytteliga med 65 gjorda mål. Det var året för hans första Champions League-titel. 2012 återvände Henrik Lundström till Redbergslids IK och spelade två säsonger, innan han efter våren 2014 avslutade spelarkarriären. Sedan 2013 är han sportchef i Redbergslids IK.

## Landslagskarriär
Lundström spelade 104 landskamper och gjorde 257 mål mellan åren 2003 och 2012 för Sveriges herrlandslag i handboll. Han debuterade i Sveriges landslag 2003 och gjorde mästerskapsdebut vid EM 2008 i Norge, där han delade position med Jonas Källman på vänsterkanten. Under dessa år tillhörde Sverige inte längre världseliten så han har inga större landslagsmeriter.

## Meriter
- Svensk mästare tre gånger (2000, 2001 och 2003) med Redbergslids IK
- Tysk mästare åtta gånger (2005, 2006, 2007, 2008, 2009, 2010, 2012 och 2015) med THW Kiel[7]
- Tysk cupmästare fem gånger (2007, 2008, 2009, 2011 och 2012) med THW Kiel
- Tysk supercupmästare tre gånger (2005, 2007 och 2011) med THW Kiel
- Champions League-mästare tre gånger (2007, 2010[8] och 2012[9]) med THW Kiel

- Europeisk supercupmästare 2007 med THW Kiel